# Mónika Sánchez
Mónika Sánchez  (Ciudad de México; 3 de diciembre de 1974) es una actriz mexicana.

## Biografía
Por ser su padre diplomático de carrera, permitió que Mónika creciera en diferentes partes del mundo y que además de su lengua nativa el español, aprendiera italiano e inglés al 100%.[cita requerida]
Desde muy temprana edad estudió danza, actuación y modelaje. Durante el tiempo que vivió en Miami, participó en películas como The Money Pit y en la popular serie de televisión Miami Vice.  Mónika trabajó en varios comerciales para Latinoamérica y Estados Unidos, uno de ellos para la prestigiosa tienda por departamentos Neiman Marcus.
A su regreso a la Ciudad de México, Mónika decide convertirse en una actriz de tiempo completo. Televisa abre sus puertas a la belleza exótica de Mónika y la enrola en su reconocida escuela de actuación el “Star System” donde Mónika empieza con una rígida disciplina artística de actuación, manejo de voz, canto, expresión corporal, danza y equitación.
No pasa largo tiempo cuando recibe sus primeras oportunidades en las telenovelas como Corazón salvaje (1993), Alondra (1994), Morir dos veces (1995),  y Tú y yo (1996), 
Mónika comienza una serie de actuaciones como villana sensual en telenovelas como Pueblo chico infierno grande (1997), alternando como antagonista de Verónica Castro. Después de esto, Mónika se convierte en la antagonista que todos los productores quieren para sus producciones.
La popularidad de Mónika para los televidentes, crece rápido y pronto ella es la más admirada villana en México.  La mezcla de dulzura y seducción que no se había visto antes en estos personajes, la convierte en algo especial. Prosigue con gran éxito en televisión con El diario de Daniela (1998) y Laberintos de pasión (1999).
Al año siguiente los críticos de actuación la reconocen como la mejor villana del año (2000) por su magnífico trabajo.
En 2001, Mónika decide (dada su versatilidad), dar un giro y actúa en la telenovela Salomé (2002) en el papel de una frágil mujer que muere por amor.  Una vez más regresa a probar su capacidad actuando en La otra (2003) y le sigue Apuesta por un amor (2005) en donde, su público todavía hoy no puede olvidar su magnífica actuación como “La mariposa” y le siguen Amar sin límites (2006-2007), Al diablo con los guapos (2008).  Mónika comienza a incursionar en el cine en películas como En el aire (1992) y La hija del caníbal (2003) y en cortometrajes como Un día de suerte y Malinche en (2009), por las que recibe críticas muy positivas por su trabajo.(2010), revista Maxim de agosto titulado Tu villana favorita.
Pero sus actuaciones no se limitan al mundo de la televisión y del cine ya que encuentra en el teatro un gran vehículo para desarrollar su talento como en las producciones Mi quinto amor (1992) y Bajo las sabanas (1996). En el 2000 recibe uno de los reconocimientos más importantes de teatro en México, el premio “Mari Cruz Olivier” como la “revelación juvenil del año 2000”.  Como actriz mantiene su trayectoria en el teatro con El precio de la fama (2000), Mujeres frente al espejo (2002), Me enamoré de una bruja (2003) y Las alas del pez, Premio Nacional Juan Ruiz de Alarcón (2009), que presentó el Instituto Nacional de Bellas Artes y donde recibe el reconocimiento de su público. 
Mónika está considerada como una bella y talentosa actriz. Su rostro ha aparecido en diversas portadas y ha hecho varias presentaciones con su imagen, pero ella ahora está en busca de un cambio para incursionar en el cine americano y darle impulso a su carrera en Hollywood.
Está casada con el empresario Otto Seijas desde el 26 de junio de 2010.
En 2012, regresa después de 4 años para estelarizar en Amores verdaderos,  producida por Nicandro Diaz Gonzaléz es versión de la telenovela de Argentina, México y Colombia en Amor en custodia, en el papel de Cristina Corona de Arriaga, donde comparte créditos con Eduardo Yáñez y Erika Buenfil.
En el 2013, trabaja en el proyecto de Emilio Larrosa en la telenovela Libre para amarte, con la cantante Gloria Trevi, Gabriel Soto  y Eduardo Santamarina.
En el 2014, vuelve a las villanas en la telenovela producida por Nathalie Lartilleux La gata, con Maite Perroni, Daniel Arenas y Jorge Poza.

## Trayectoria

### Telenovelas
- Mi camino es amarte (2022) - Amparo Santos[2]
- Educando a Nina (2018) - Paz Echegaray[3]
- Tres veces Ana (2016-2017) - Viridiana Betancourt[4]
- La gata (2014) - Gisela Cienfuegos[5]
- Libre para amarte (2013) - Zamira[6]
- Amores verdaderos (2012-2013) - Cristina Corona de Arriaga / Cristina Balvanera Corona de Arriaga[7]
- Al diablo con los guapos (2007-2008) - Rosario Ramos #1
- Amar sin límites (2006-2007) - Silvana Lombardo
- Apuesta por un amor (2004-2005) - Eva Flores "La Mariposa"
- La otra (2002) - Regina Salazar
- Salomé (2001-2002) - Ángela Duval de Montesino
- Laberintos de pasión (1999-2000) - Nadia Casanova Guzmán
- El diario de Daniela (1998-1999) - Elena Ruiz
- Pueblo chico, infierno grande (1997) - Indalecia Navas
- Tú y yo (1996-1997) - Martha
- Canción de amor (1996) - Genoveva
- Morir dos veces (1996) - Minerva
- Lazos de amor (1995-1996) - Diana
- Alondra (1995) - Enriqueta
- Caminos cruzados (1994-1995) - Lucía
- Corazón salvaje (1993-1994) - Rosa
- Buscando el paraíso (1993-1994)
- Entre la vida y la muerte (1993) - Angélica
- Ángeles sin paraíso (1992-1993) - Andrea

### Programas
- Como dice el dicho (2014) - Rosa
- Mujeres asesinas (2009) - Eva Cárdenas
- La rosa de Guadalupe (2007)
- Big Brother (2004) - Participante
- XHDRBZ (2002) - Maria
- Mujer, casos de la vida real (1997-2006)
- Diseñador de ambos sexos (2001) - Paloma

### Cine
- Juan Diego (2016) - Citlali
- La señora elegante (2015) - Rebeca
- La hija del caníbal (2003) - Actriz
- Gilberto Gless: el mejor imitador del mundo (2001) - Ella misma
- Las alas del pez (1995)

### Teatro
- Mi quinto amor
- Los signos del zodíaco
- Eloísa bajo el almendro
- Bajo las sábanas
- El precio de la fama
- Mujeres frente al espejo
- Me enamoré de una bruja
- Las alas del pez

## Premios y nominaciones

### Premios TVyNovelas
| Año  | Categoría               | Telenovela           | Resultado |
| ---- | ----------------------- | -------------------- | --------- |
| 2005 | Mejor actriz antagónica | Apuesta por un amor  | Nominada  |
| 2000 | Mejor actriz antagónica | Laberintos de pasión | Ganadora  |